# Krasnodar
Krasnodar [krasnodár] (rusko Краснода́р) je mesto na jugu Rusije ob reki Kuban, upravno središče Krasnodarskega okraja.
Krasnodar je zgodovinsko središče politično-geografske oblasti Kuban in neuradno velja za prestolnico Kubana ter tudi za južno prestolnico Rusije.

## Zgodovina
Mesto so 12. januarja 1794 po gregorijanskem koledarju kot Jekaterinodar (Екатеринода́р) ustanovili črnomorski kozaki, najprej kot vojaško taborišče, nato pa kot trdnjavo. Mesto je dobilo ime v čast darovanja Katarine Velike kubanskega ozemlja črnomorskim kozakom. Dobesedno Jekaterinodar označuje Katarinino darilo (Дар Екатерины). Po oktobrski revoluciji so decembra 1920 mesto preimenovali v sedanje ime, Krasnodar, ki ima lahko dva pomena. Krasno- (Красно-) lahko pomeni lep (v zastarelem pomenu) ali rdeč, tako da ime mesta pomeni ali lepo darilo ali rdeče darilo (npr. 'darilo rdečih').
Leta 1860 je Jekaterinodar postalo upravno središče novoustanovljene Kubanske oblasti. Status mesta je dobilo leta 1867. S postavitvijo železnice na Severnem Kavkazu (Tihoreck - Jekaterinodar - Novorosijsk) je mesto postalo veliko trgovsko-industrijsko in transportno središče Severnega Kavkaza.